# 18699 Куіглі
18699 Куіглі (18699 Quigley) — астероїд головного поясу, відкритий 20 квітня 1998 року.
Тіссеранів параметр щодо Юпітера — 3,337.